# Чепуре
Чепуре је насеље у општини Параћин, у Поморавском округу, у Србији. Према попису из 2022. било је 658 становника.
Овде се налазе Запис Ракића храст, Запис Илића храст, Запис липа код цркве (Чепуре), Запис орах код ваге (Чепуре), Запис Миљковића орах (Чепуре) и Запис орах код бране (Чепуре).

## Познати становници
- Предраг Марковић, вршилац дужности председника Републике Србије од марта до јула 2004. године

## Демографија
У насељу Чепуре живи 654 пунолетна становника, а просечна старост становништва износи 39,9 година (37,8 код мушкараца и 41,8 код жена). У насељу има 214 домаћинстава, а просечан број чланова по домаћинству је 3,86.
Ово насеље је великим делом насељено Србима (према попису из 2002. године), а у последња три пописа, примећен је пад у броју становника.
|  |

| Демографија | Демографија | Демографија |
| Година      | Становника  | Становника  |
| ----------- | ----------- | ----------- |
| 1948.       | 1.068       |             |
| 1953.       | 1.125       |             |
| 1961.       | 1.100       |             |
| 1971.       | 942         |             |
| 1981.       | 901         |             |
| 1991.       | 882         | 848         |
| 2002.       | 825         | 885         |

| Етнички састав према попису из 2002.‍ | Етнички састав према попису из 2002.‍ | Етнички састав према попису из 2002.‍ | Етнички састав према попису из 2002.‍ | Етнички састав према попису из 2002.‍ |
| ------------------------------------ | ------------------------------------ | ------------------------------------ | ------------------------------------ | ------------------------------------ |
|                                      |                                      |                                      |                                      |                                      |
| Срби                                 | Срби                                 |                                      | 823                                  | 99,75%                               |
| Хрвати                               | Хрвати                               |                                      | 1                                    | 0,12%                                |
| Руси                                 | Руси                                 |                                      | 1                                    | 0,12%                                |
| непознато                            | непознато                            |                                      | 0                                    | 0,0%                                 |

| Година пописа     | 1948. | 1953. | 1961. | 1971. | 1981. | 1991. | 2002. |
| ----------------- | ----- | ----- | ----- | ----- | ----- | ----- | ----- |
| Број домаћинстава | 183   | 200   | 225   | 215   | 220   | 225   | 214   |

| Број чланова      | 1  | 2  | 3  | 4  | 5  | 6  | 7  | 8 | 9 | 10 и више | Просек |
| ----------------- | -- | -- | -- | -- | -- | -- | -- | - | - | --------- | ------ |
| Број домаћинстава | 36 | 40 | 25 | 25 | 33 | 31 | 14 | 5 | 5 | 0         | 3,86   |

| Пол    | Укупно | Неожењен/Неудата | Ожењен/Удата | Удовац/Удовица | Разведен/Разведена | Непознато |
| ------ | ------ | ---------------- | ------------ | -------------- | ------------------ | --------- |
| Мушки  | 317    | 62               | 233          | 17             | 3                  | 2         |
| Женски | 365    | 46               | 232          | 79             | 7                  | 1         |
| УКУПНО | 682    | 108              | 465          | 96             | 10                 | 3         |

| Пол    | Укупно                    | Пољопривреда, лов и шумарство | Рибарство                            | Вађење руде и камена | Прерађивачка индустрија       |
| ------ | ------------------------- | ----------------------------- | ------------------------------------ | -------------------- | ----------------------------- |
| Мушки  | 209                       | 95                            | 0                                    | 1                    | 65                            |
| Женски | 109                       | 60                            | 0                                    | 0                    | 19                            |
| УКУПНО | 318                       | 155                           | 0                                    | 1                    | 84                            |
| Пол    | Производња и снабдевање   | Грађевинарство                | Трговина                             | Хотели и ресторани   | Саобраћај, складиштење и везе |
| Мушки  | 1                         | 13                            | 13                                   | 0                    | 9                             |
| Женски | 0                         | 2                             | 12                                   | 2                    | 1                             |
| УКУПНО | 1                         | 15                            | 25                                   | 2                    | 10                            |
| Пол    | Финансијско посредовање   | Некретнине                    | Државна управа и одбрана             | Образовање           | Здравствени и социјални рад   |
| Мушки  | 0                         | 4                             | 3                                    | 1                    | 1                             |
| Женски | 0                         | 1                             | 4                                    | 1                    | 7                             |
| УКУПНО | 0                         | 5                             | 7                                    | 2                    | 8                             |
| Пол    | Остале услужне активности | Приватна домаћинства          | Екстериторијалне организације и тела | Непознато            | Непознато                     |
| Мушки  | 2                         | 0                             | 0                                    | 1                    | 1                             |
| Женски | 0                         | 0                             | 0                                    | 0                    | 0                             |
| УКУПНО | 2                         | 0                             | 0                                    | 1                    | 1                             |